# إيفان بوجيتش (لاعب كرة قدم)
إيفان بوجيتش (بالكرواتية: Ivan Božić)‏ هو لاعب كرة قدم كرواتي وبوسني في مركز الهجوم، ولد في 19 نوفمبر 1983 في سراييفو في البوسنة والهرسك. لعب مع بيفيرين ونادي أورداباسي ونادي رييكا.

## وصلات خارجية
- إيفان بوجيتش (لاعب كرة قدم) على موقع قاعدة بيانات كرة القدم.إي يو (الإنجليزية)
- إيفان بوجيتش (لاعب كرة قدم) على موقع Soccerway.com (الإنجليزية)